# 中華民國公平交易委員會
公平交易委員會（簡稱公平會）是中華民國政府之競爭法制的最高主管機關，職掌為查處《公平交易法》規範的限制競爭以及不公平競爭行為，同樣亦是多層次傳銷事業的主管機關。公平會為行政院之二級獨立機關，但只有公平會可依據《公平交易法》不須依照《訴願法》程序向上級機關（即行政院）提起訴願，對其行政處分或決定不服者必須直接向法院提起行政訴訟。

## 成立宗旨
競爭法制的宗旨，在於維護市場自由與公平的競爭，與其相對的概念是「管制法」，原則上如果事業所屬產業設有管制法及目的事業主管機關，則事業的經營多受目的事業主管機關依管制法所規範（涉及市場競爭的問題仍然適用公平交易法）；即使事業所屬產業沒有管制法及目的事業主管機關，事業的行為仍然不能違反公平交易法，因為在市場經濟國家，事業的行為仍然要遵守基本的遊戲規則，公平交易法因而有「經濟基本法」之名。
公平交易委員會職責在於守護市場機制，並非操控市場，然而媒體及民意代表多誤會公平會為物價管制機關（實為行政院穩定物價小組）。

## 歷史
- 1991年2月4日，總統令公布《公平交易法》。
- 1992年1月13日總統令公布《行政院公平交易委員會組織條例》，1月27日「行政院公平交易委員會」正式成立，2月4日《公平交易法》施行。
- 2011年11月14日，總統令公布《公平交易委員會組織法》。
- 2012年2月6日，《公平交易委員會組織法》施行，行政院公平交易委員會更名為「公平交易委員會」，主任委員、副主任委員和委員共7名改由行政院院長提名，經立法院同意任命，採交錯任期制。為合議制機關，委員會議議案須委員過半數通過後決議。

## 歷任主任委員
| 屆次 | 姓名   | 政黨       | 就任時間      | 卸任時間      | 備註                         |
| ---- | ------ | ---------- | ------------- | ------------- | ---------------------------- |
| 1    | 王志剛 | 中國國民黨 | 1992年1月27日 | 1995年1月26日 |                              |
| 2    | 王志剛 | 中國國民黨 | 1995年1月27日 | 1996年6月9日  | 連任                         |
| 代理 | 趙揚清 | 無黨籍     | 1996年6月10日 | 1998年1月26日 |                              |
| 3    | 趙揚清 | 無黨籍     | 1998年1月27日 | 2001年1月26日 | 連任                         |
| 4    | 黃宗樂 | 民主進步黨 | 2001年1月27日 | 2004年1月26日 |                              |
| 5    | 黃宗樂 | 民主進步黨 | 2004年1月27日 | 2007年1月26日 | 連任                         |
| 代理 | 余朝權 | 無黨籍     | 2007年1月27日 | 2007年1月31日 | 副主任委員代理               |
| 6    | 湯金全 | 民主進步黨 | 2007年2月1日  | 2009年7月31日 | 任內請辭                     |
| 代理 | 吳秀明 | 無黨籍     | 2009年8月1日  | 2010年1月31日 | 副主任委員代理               |
| 7    | 吳秀明 | 無黨籍     | 2010年2月1日  | 2013年1月31日 | 真除                         |
| 8    | 吳秀明 | 無黨籍     | 2013年2月1日  | 2017年1月31日 | 連任                         |
| 9    | 黃美瑛 | 無黨籍     | 2017年2月1日  | 2021年1月31日 |                              |
| 10   | 李鎂   | 無黨籍     | 2021年2月1日  | 2025年1月31日 | 雖獲提名連任，但被立法院否決 |
| 代理 | 陳志民 | 無黨籍     | 2025年2月1日  | 現任          | 副主任委員代理               |

## 現任委員[1]
| 姓名   | 就任日期     | 離任日期      | 備註                                |
| ------ | ------------ | ------------- | ----------------------------------- |
| 陳志民 | 2025年2月1日 | 2029年1月31日 | 並為副主任委員及代理主任委員 第二任 |
| 辛志中 | 2023年2月1日 | 2027年1月31日 |                                     |
| 顏雅倫 | 2023年2月1日 | 2027年1月31日 |                                     |
| 李師榮 | 2023年2月1日 | 2027年1月31日 |                                     |
| 林慶堂 | 2025年2月1日 | 2029年1月31日 |                                     |

## 組織架構
公平交易委員會實行委員合議制，設有委員七人，均為專任，並以其中一人為主委，一人為副主委，採用獨立機關建制。
委員由行政院院長提名、經立法院同意任命，任期四年，任滿得連任一次，已連任者不得再任，採交錯任期制；受有任期保障，不因政黨輪替或內閣改組而解職。
委員需獨立行使職權，維持中立，具同一黨籍者不得超過全體委員總數二分之一；且任期中不得參與政黨活動。委員需有法律、經濟、財稅、會計或管理專長，為一專業合議制機關。
委員任內如果有《公平交易委員會組織法》第7條之行為時，得由行政院院長將其免職。

### 業務單位
- 綜合規劃處[4]
- 服務業競爭處[5]
- 製造業競爭處[6]
- 公平競爭處[7]
- 法律事務處[8]
- 資訊及經濟分析室[9]

### 內部單位
- 秘書室
- 人事室
- 政風室
- 主計室[10]

### 任務編組
- 南區中心（行政院南部聯合服務中心公平交易組）

### 引用
1. ↑  . 公平交易委員會.   [2025-02-11]. （原始内容存档于2025-02-11） （中文（臺灣））.
2. ↑  一、因罹病致無法執行職務。
二、違法、廢弛職務或其他失職行為。
三、因案受羈押或經起訴。
3. ↑  組織與職掌 （页面存档备份，存于）.公平交易委員會.2019-05-01
4. ↑  綜合規劃處 （页面存档备份，存于）.公平交易委員會.2017-05-23
5. ↑  服務業競爭處 （页面存档备份，存于）.公平交易委員會.2022-01-10
6. ↑  製造業競爭處 （页面存档备份，存于）.公平交易委員會.2022-01-10
7. ↑  公平競爭處 （页面存档备份，存于）.公平交易委員會.2017-05-23
8. ↑  法律事務處 （页面存档备份，存于）.公平交易委員會.2017-05-23
9. ↑  資訊及經濟分析室 （页面存档备份，存于）.公平交易委員會.2017-05-23
10. ↑  行政支援單位 （页面存档备份，存于）.公平交易委員會.2017-05-23

- 公平交易委員會組織法 （页面存档备份，存于）.全國法規資料庫.民國 100 年 11 月 14 日
- 公平交易委員會處務規程 （页面存档备份，存于）.全國法規資料庫.民國 106 年 08 月 09 日
- 公平交易法 （页面存档备份，存于）.全國法規資料庫.民國 106 年 06 月 14 日

## 外部連結
- 公平交易委員會（页面存档备份，存于）（繁體中文）（英文）